# Моранба

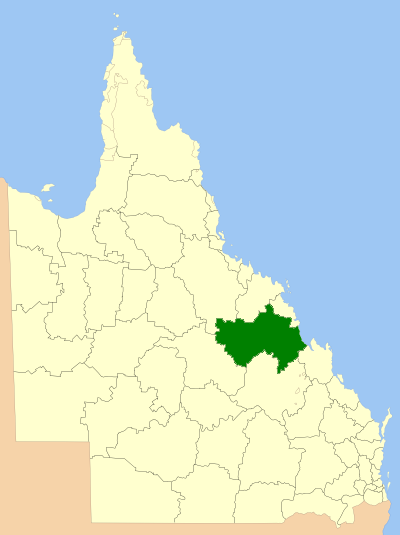
Розташування району

Моранба (англ. Moranbah) — місто в східній частині австралійського штату Квінсленд, центр району Айзак. Населення міста за оцінками на 2006 рік становило приблизно 7 тисяч чоловік, а населення всього району — 22 тисячі осіб (2008).

## Географія
Найближче велике місто — Маккай (розташоване за 150 кілометрів на північному сході).

### Клімат
Місто знаходиться у зоні, котра характеризується вологим субтропічним кліматом. Найтепліший місяць — січень із середньою температурою 27.8 °C (82 °F). Найхолодніший місяць — липень, із середньою температурою 16.1 °С (61 °F).
| Клімат Моранби          | Клімат Моранби | Клімат Моранби | Клімат Моранби | Клімат Моранби | Клімат Моранби | Клімат Моранби | Клімат Моранби | Клімат Моранби | Клімат Моранби | Клімат Моранби | Клімат Моранби | Клімат Моранби | Клімат Моранби |
| Показник                | Січ.           | Лют.           | Бер.           | Квіт.          | Трав.          | Черв.          | Лип.           | Серп.          | Вер.           | Жовт.          | Лист.          | Груд.          | Рік            |
| Абсолютний максимум, °C | 45             | 41,1           | 40,4           | 35,6           | 31             | 29,5           | 31             | 32,6           | 38             | 39             | 40,9           | 41,9           | 45             |
| Середній максимум, °C   | 34,3           | 33,4           | 32             | 29,2           | 26,1           | 23,5           | 23,5           | 25             | 28,9           | 32,2           | 33,3           | 33,8           | 29,5           |
| Середня температура, °C | 28             | 27             | 26             | 23             | 20             | 17             | 16             | 17             | 21             | 24             | 26             | 27             | 23             |
| Середній мінімум, °C    | 22             | 21,7           | 20             | 17,6           | 14,7           | 10,8           | 9,8            | 10,9           | 13,9           | 17,5           | 19,7           | 21             | 16,6           |
| Абсолютний мінімум, °C  | 17,8           | 15,5           | 14,4           | 6              | 5              | 1,9            | 0,2            | 3              | 5,9            | 11,4           | 11,9           | 15,4           | 0,2            |
| Норма опадів, мм        | 100            | 70             | 60             | 30             | 40             | 10             | 20             | 10             | 0              | 30             | 60             | 90             | 580            |
| Днів з дощем            | 7,8            | 6,2            | 5,4            | 4              | 4              | 2,3            | 2,5            | 1,7            | 1,7            | 3,8            | 4,9            | 6,9            | 51,3           |
| ----------------------- | -------------- | -------------- | -------------- | -------------- | -------------- | -------------- | -------------- | -------------- | -------------- | -------------- | -------------- | -------------- | -------------- |
| Джерело: Weatherbase    |                |                |                |                |                |                |                |                |                |                |                |                |                |

## Видобуток вугілля
В даний час найбільшу кількість робочих місць в районі Айзак створює вугільна промисловість. Розробка родовищ ведеться як відкритим способом, у вугільних розрізах, так і підземним способом, у шахтах. Вугілля використовують як паливо, і для потреб металургії (кам'яновугільний кокс). Більша частина вугілля транспортується залізницею в порт Маккай, що є одним з найбільших портів світу, спеціалізованих на експорті вугілля.